# El amor después del amor
El amor después del amor es el séptimo álbum de estudio del cantante argentino Fito Páez, publicado el 1 de junio de 1992 por la compañía Warner Music. Cuenta con la participación de otros artistas argentinos como Luis Alberto Spinetta, Charly García, Fabiana Cantilo, Celeste Carballo, Andrés Calamaro, Mercedes Sosa, Claudia Puyó, Fabián Gallardo, Paul Molina, Chango Farías Gómez, Osvaldo Fattoruso, Ariel Rot, Gustavo Cerati, Lucho González, entre otros artistas. El disco consta de catorce canciones, de las cuales diez fueron lanzados como  sencillos. Algunos hits de este álbum son "El Amor después del Amor", "Tumbas de la Gloria", "Dos días en la vida", "Tráfico por Katmandú", "A rodar mi vida", "Pétalo de Sal", "Sasha, Sissí y el Círculo de Baba" y "Un vestido y un amor".
Desde su lanzamiento El amor después del amor se convirtió en el disco larga duración más vendido en la historia de la Música Popular Argentina dentro del país y estando también entre los diez discos larga duración argentinos más vendidos en el mundo, con más de 1.100.000 unidades compradas (hasta 2012). Considerado como una obra clásica desde entonces, fue colocado en el puesto n.º 13 de la lista de los 100 mejores álbumes del rock argentino según la revista Rolling Stone.
En 2023 fue estrenada la serie argentina biográfica El amor después del amor, la cual es producida y distribuida por Netflix; la misma se centra en la carrera y vida de Fito Paez durante la creación de esta obra y en los años anteriores a su lanzamiento. También en ese mismo año se lanzó EADDA9223, una reversión del disco producida y desarrollada por el mismo Páez y que cuenta con distintos invitados como Andrés Calamaro, Wos, Elvis Costello, Ángela Aguilar, David Lebón y Lali entre otros, además de 2 videoclips: «Sasha, Sissi y el Círculo de Baba» y «Brillante sobre el mic», que fue interpretado con Ángela Aguilar y lanzado en formato de sencillo.

## Recepción

### Comentarios de la crítica
El amor después del amor obtuvo mayormente reseñas favorables de la prensa. Iván Adaime, de Allmusic, le otorgó una calificación perfecta de 5/5 estrellas; en su evaluación, comentó que «este álbum es la razón principal por la que Fito Páez se convirtió en uno de los cantautores argentinos más aclamados de los años 90».

## Lista de canciones
Todas las canciones escritas y compuestas por Fito Páez, excepto «La rueda mágica», por Fito Páez y Charly García. 
| N.º   | Título                                      | Duración |  |
| 1.    | «El amor después del amor»                  | 5:12     |  |
| 2.    | «Dos días en la vida»                       | 3:32     |  |
| 3.    | «La Verónica»                               | 5:55     |  |
| 4.    | «Tráfico por Katmandú»                      | 4:20     |  |
| 5.    | «Pétalo de sal»                             | 2:43     |  |
| 6.    | «Sasha, Sissí y el Círculo de Baba»         | 4:33     |  |
| 7.    | «Un vestido y un amor»                      | 3:18     |  |
| 8.    | «Tumbas de la Gloria»                       | 4:33     |  |
| 9.    | «La rueda mágica» (Fito Páez/Charly García) | 3:54     |  |
| 10.   | «Creo»                                      | 4:43     |  |
| 11.   | «Detrás del muro de los lamentos»           | 4:30     |  |
| 12.   | «Balada de Donna Helena»                    | 6:05     |  |
| 13.   | «Brillante sobre el Mic»                    | 4:08     |  |
| 14.   | «A rodar mi vida»                           | 4:44     |  |
| 59:31 |                                             |          |  |

## Músicos
- Fito Páez: Voz, piano, guitarras y teclados
- Tweety González: Programación y órgano
- Ulises Butrón: Guitarras
- Guillermo Vadalá: Bajos (guitarra eléctrica en La rueda mágica)
- Daniel Colombres: Batería

### Invitados
- Luis Alberto Spinetta: Guitarras y voz en "Pétalo de Sal"
- Fabiana Cantilo: Voz en "Dos días en la vida" y coros en "Brillante sobre el mic"
- Celeste Carballo: Voz en "Dos días en la vida"
- Charly García: Composición y voz en "La rueda mágica"
- Andrés Calamaro: Voz en "La rueda mágica" y "Brillante sobre el mic"
- Mercedes Sosa: Voz en "Detrás del muro de los lamentos"
- Claudia Puyó: Voz en "El amor después del amor"
- Fabián Gallardo: Voz en "Dos días en la vida"
- Antonio Carmona: Voz en "Tráfico por Katmandú", cajón y palmas en "Detrás del muro de los lamentos"
- Chucho Merchán: Bajo en "Detrás del muro de los lamentos"
- Chango Farías Gómez: Cajón en "Detrás del muro de los lamentos"
- Osvaldo Fattoruso: Percusión
- Daniel Melingo: Clarinete en "Sasha, Sissí y el círculo de baba"
- Ariel Rot: Guitarra líder en "A rodar mi vida"
- Gabriel Carámbula: Guitarras en "Brillante sobre el mic"
- Lucho González: Guitarras y arreglos en "Detrás del muro de los lamentos"
- Carlos Narea: Palmas en "Detrás del muro de los lamentos"
- Carlos Villavicencio: Arreglos de cuerdas y de brasses ejecutado por The Gavin Wright's (Orchestra London)
- Gustavo Cerati: Guitarras sampleadas en "Tumbas de la Gloria"

## Posicionamiento en listas
| Listas (2012)     | Mejor posición |
| ----------------- | -------------- |
| Argentina (CAPIF) | 4              |
| Listas (2023)     | Mejor posición |
| Argentina (CAPIF) | 9              |
| Uruguay (CUD)     | 1              |

## Versión 2023
En 2023 se lanzó EADDA9223, una reversión del disco producida y desarrollada por el mismo Páez y que cuenta con distintos invitados como Andrés Calamaro, Wos, Elvis Costello, Ángela Aguilar, David Lebón y Lali, entre otros. Este disco no está dedicado a Cecilia Roth como en el original; esta vez Fito Páez se lo dedica a Eugenia Kolodziej, actriz y actual pareja del músico rosarino. Esta versión cuenta con 2 videoclips: "Sasha, Sissi y el Círculo de Baba", y "Brillante sobre el mic", que fue interpretado con Ángela Aguilar en formato de sencillo.

## En la cultura popular
- «A rodar mi vida» fue versionada por el elenco de la serie juvenil de Disney Soy Luna.[14]

- «El amor después del amor» fue parte de la banda sonora de la película peruana de 1998 No se lo digas a nadie.

## Ventas y certificaciones
| Territorio | Organismo certificador | Certificación | Ventas certificadas | Ref.   |
| ---------- | ---------------------- | ------------- | ------------------- | ------ |
| Argentina  | CAPIF                  | 2× Diamante   | 1 100 000           | [ 15 ] |